# Erlöserkirche (Witzenhausen)

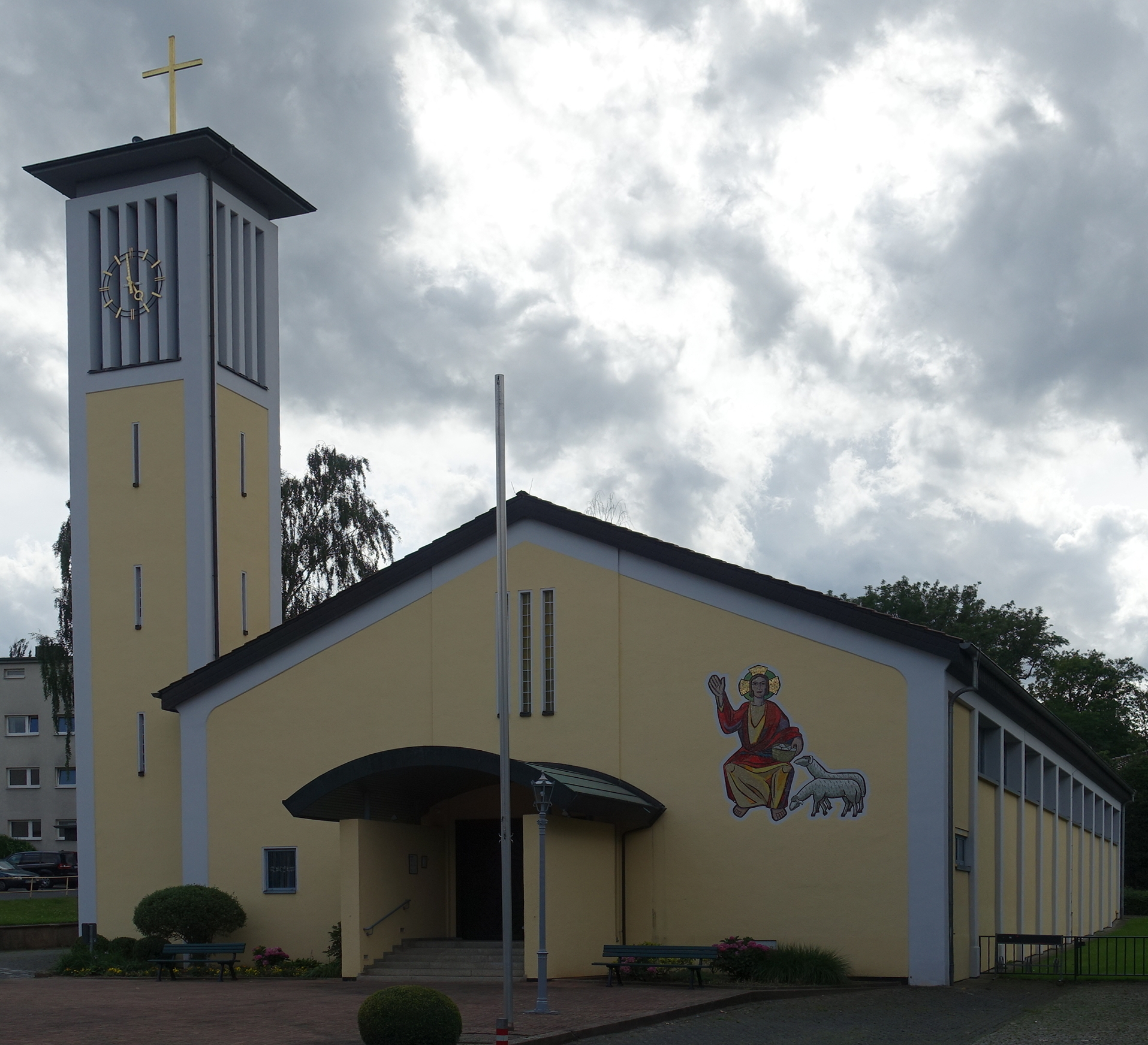
Zum Göttlichen Erlöser Witzenhausen

Die Pfarrkirche Zum Göttlichen Erlöser befindet sich in der Walburger Straße 40 von Witzenhausen im Werra-Meißner-Kreis. Sie wurde 1958/59 nach einem Entwurf des Architekten Georg Drobe erbaut.

## Geschichte
Die katholische Kirchengemeinde besteht seit 1885. Als Pfarrhaus diente das Wohnhaus des ehemaligen Zöllners. An dieses wurde 1905 eine Kapelle angebaut. Nach dem Zweiten Weltkrieg vergrößerte sich die Kirchengemeinde durch die Heimatvertriebenen, sodass der Neubau einer größeren Kirche erforderlich wurde. Am 18. März 1958 erhielt die Gemeinde den Auftrag vom Bistum Fulda zum Bau der Kirche. Bereits am 2. November 1958 erfolgte die Grundsteinlegung. Am späten Nachmittag des 27. Juni 1959 vollzog Bischof Adolf Bolte von Fulda den ersten Teil und am Morgen des 28. Juni den zweiten Teil der Weihe, bevor die Gläubigen am 29. Juni den Peter-und-Paul-Tag in ihrem neuen Gotteshaus feierten. Am 13. Oktober 1959 wurde eine lebensgroße Statue der Fátima-Madonna aufgestellt. 1965 wird die Kirche renoviert und mit farbigen Fenstern ausgestattet.
Zunächst gehörte die Pfarrgemeinde zur Pfarrei St. Elisabeth in Kassel. Am 1. Oktober 1963 wurde sie Vollpfarrei. Bis 1980 gehörte die Erlöserkirchengemeinde zum Dekanat Kassel, danach gehört sie zu einem Pfarrverband im Dekanat Eschwege-Bad Hersfeld des Bistums Fulda.

## Baubeschreibung
Die Hallenkirche hat einen rechteckigen Grundriss und eine halbrunde Apsis. Sie ist mit einem Satteldach bedeckt. Der Dachstuhl ist innen offen. Das große elfteilige Fenster im Chor symbolisiert die Schöpfung und Erlösung der Welt. Das Mosaik in der Apsis wurde 1976 nach einer Vorlage aus Ravenna geschaffen. Es stellt Christus Pantokrator dar. Die Inschrift MARAN ATHA KYRIE CHRISTUS bedeutet: Komm bald, Herr Christus. Das aus Lindenholz geschnitzte und mit Rheinkieseln geschmückte Altarkreuz ist romanischer Kreuzdarstellung nachempfunden. Die hoch liegenden Fenster auf der linken Seite stellen die 7 Sakramente dar, jedes mit einem Symbol. Darunter wurden 1962 fünfzehn Kreuzwegstationen angebracht. In den Fenstern der rechten Seite, ebenfalls hochliegend, sind neben dem hinweisenden Symbol der Waage die sieben leiblichen Werke der Barmherzigkeit dargestellt. Darunter befinden sich 13 Leuchter für die zwölf Apostel und Paulus.
Der Altar ist ebenso wie Taufbecken, Ambo und Stele für den Tabernakel aus Anröchter Stein hergestellt.
Die 1985 erbaute Orgel auf der Empore hat 21 Register und 1300 Pfeifen aus Zinn und 84 aus Holz.
Das Mosaik an der Außenwand rechts vom Portal zeigt Christus als guten Hirten.
Der seitlich stehende Glockenturm ist 20 m hoch und enthält vier Glocken, die 1961 von der Wilhelmshütte hergestellt wurden. Das Geläut stellt in seiner Stimmung eine klangvolle Ergänzung zu dem der evangelischen Liebfrauenkirche dar.
| Schlagton | Gewicht (kg) | Inschrift                       |
| --------- | ------------ | ------------------------------- |
| d         | 187          | HEIMATRUF                       |
| c         | 310          | RUFER, CHRIST ZU SEIN IM ALLTAG |
| b         | 410          | RUFER ZUM GOTTESHAUS            |
| g         | 710          | TOTENRUF                        |